# Sarajînți, Pohrebîșce
Sarajînți (în ucraineană Саражинці) este localitatea de reședință a comunei Sarajînți din raionul Pohrebîșce, regiunea Vinnița, Ucraina.

## Demografie
Componența lingvistică a localității Sarajînți
     Ucraineană (98,9%)
     Alte limbi (0,83%)
Conform recensământului din 2001, majoritatea populației localității Sarajînți era vorbitoare de ucraineană (98,9%), existând în minoritate și vorbitori de alte limbi.